# Герб Єгорівки
Герб Єгорівки — геральдичний символ Єгорівки Одеського району Одеської області (Україна). Герб затверджений рішенням Єгорівської сільської ради.

## Опис
Герб символізує процвітання на території сільської ради трьох галузей виробництва: птахівництва, тваринництва та риболовства.
Жовтий колір символізує добробут людей.
Зелений колір — це надія на краще майбутнє.
Блакитний колір — благородність людей.